# Käseburg (Brake)
Käseburg ist als Bauerschaft ein Stadtteil von Brake im Landkreis Wesermarsch.

## Geschichte
Käseburg entstand im frühen 16. Jahrhundert als das Gebiet eingedeicht wurde. Das Land war zuvor bei Sturmfluten, besonders um 1400 verlorengegangen. 1663 brach bei einer Sturmflut die Käseburger Brake durch den Weserdeich, direkt nördlich des alten Hammelwarder Siels. Andere Quellen berichten, dass die Käseburger Brake erst bei der Weihnachtsflut 1717 entstanden sei. Im Jahr 1857 wurde die Käseburger Sielacht aus einem Zusammenschluss der Hammerlwarder und der Oldenbroker Sielacht gebildet. Sie beinhaltete Hammelwarden, Elsfleth, Rastede, Oldenbrok und Großenmeer; eine Fläche von 58 km². Im Jahr 1858/59 wurde das Käseburger Siel massiv aus Ziegelsteinen gebaut. Das Mündungsschöpfwerk Käseburg folgte 1958. Der Weserdeich brach bei der schweren Februar-Sturmflut im Jahr 1962 bei Käseburg.

## Demographie
| Jahr | Einwohner |
| ---- | --------- |
| 1723 | 52        |
| 1793 | 91        |
| 1816 | 99        |
| 1855 | 135       |
| 1925 | 236       |
| 1946 | 475       |